# Ichthyascaris mediterraneus
Ichthyascaris mediterraneus is een rondwormensoort uit de familie van de Anisakidae. De wetenschappelijke naam van de soort is voor het eerst geldig gepubliceerd in 1983 door Lebre & Petter.